# لویس عوض
لویس عوض (۱۹۱۵–۱۹۹۰) نویسنده و اندیشمند مصری بود. او در سال ۱۹۵۳ از دانشگاه پرینستون دکترای ادبیات انگلیسی گرفت. وی کتاب‌های زیادی نوشت از جمله هنر شعر (فن الشعر لهوارس) و ادبیات نوین انگلیسی (فی الادب الانجلیزی الحدیث). برخی، نوشته‌های او را به عنوان حمله به عرب و اسلام قلمداد کرده و با او مخالفت دارند.

## زندگی‌نامه
لویس عوض در منیا به دنیا آمد. وی ادبیات را در دانشگاه قاهره، دانشگاه کمبریج و دانشگاه پرینستون آموخت و گذراند. در سال ۱۹۴۷ او استاد زبان انگلیسی در دانشگاه قاهره بود و یک مجموعه انقلابی از اشعار به نام پلوتولند منتشر کرد که در آن فرم‌های از متون و آیه‌ها را به ادبیات مصر معرفی می‌کرد. این سبک‌ها و فرم‌ها یک حمله وحشتناک به سنت گرایی را در شعر ارائه می‌داد. وی اولین مدیر مصری بخش انگلیسی در دانشگاه قاهره بود و در همان زمان ، وی دانشجویان را ترغیب کرد به موسیقی کلاسیک گوش دهند.